# Uzerche
Uzerche is een gemeente in het departement Corrèze, regio Limousin. De plaats ligt op 333 meter hoogte op een grote rots, omringd door een U-bocht van de rivier de Vézère. Uzerche telde op 1 januari 2022 2.806 inwoners.
In 1787 beschreef de Engelse schrijver Arthur Young het stadje als 'la perle du Limousin' (de parel van de Limousin) en nog steeds staat Uzerche onder die bijnaam bekend. Uzerche kreeg in 1996 het label 'village étape' en hoort sinds 2010 bij de 100 plaatsen van Frankrijk met de erkenning 'Plus Beaux Detour'.

## Geografie
Uzerche ligt op de westgrens van het Centraal Massief, in het departement de Corrèze. Het stadje ligt ten zuiden van de stad Limoges, 30 km noord-west van Tulle, 35 km ten noorden van Brive-la-Gaillarde en vlak bij de snelweg A20.

Door Uzerche lopen twee rivieren, de Bradascou, en de Vézère die zijn oorsprong heeft in het plateau de Millevaches.
De ligging van Uzerche op een rots aan de Vézère en zijn bijzondere architectuur vindt men terug in de aangelegde tuinen rond de Vézère. Deze tuinen, gesteund door muurtjes, zijn kenmerkend voor Uzerche. Bloemen, boomgaarden en groentetuinen bepalen het beeld van de lager gelegen gedeeltes van het oude centrum. De oorsprong van deze tuinen ligt waarschijnlijk in de matige geschiktheid van de rotsachtige bodem voor landbouwdoeleinden.
De oppervlakte van Uzerche bedroeg op 1 januari 2022 23,85 vierkante kilometer; de bevolkingsdichtheid was toen 117,7 inwoners per km².
De onderstaande kaart toont de ligging van Uzerche met de belangrijkste infrastructuur en aangrenzende gemeenten.

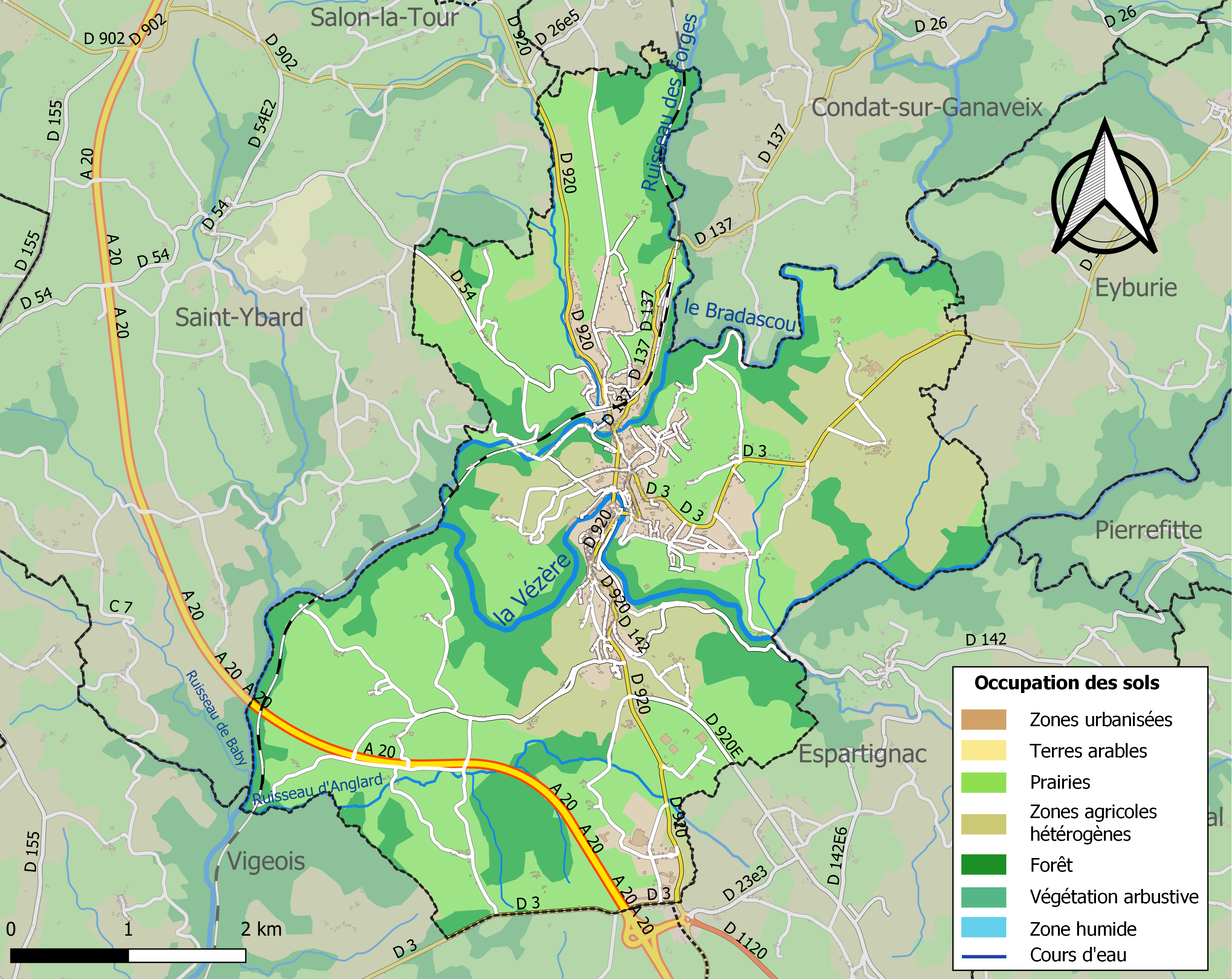

## Geschiedenis

### Naam
De naam Uzerche heeft een lange geschiedenis. Sommigen denken dat Uzerche de locatie is die voor de jaartelling bekendstond als Uzercodunum, de plaats die in 51 v.Chr. door de Romeinen werd belegerd en de laatste plaats waar de Galliërs vochten tijdens de opstand tegen Julius Caesar.
Het eerste duidelijke bewijs van een plaatsnaam vindt men terug in de 7e eeuw toen de plaats Usarca heette. In 848 werd de naam Usercensium, in 1190 Uzercha en Uszerca in de 14e eeuw. Via de namen Usarche en later weer Userche tussen de 15e en 18e eeuw is de uiteindelijke naam Uzerche geworden.

### Kruispunt van wegen en bestuurlijke functie in oudheid
Uzerche, boven op een rots en omringd door de Vézère, heeft altijd een strategische positie gehad. De Galliërs vestigden zich al in de 2e eeuw v.Chr. op de bergtop. Uzerche stak boven de naastgelegen heuvel van Sainte-Eulalie uit. Deze heuvel was al heel vroeger een bedevaartsoord, toegewijd aan de Spaanse martelaar Eulalia van Mérida uit de 3e eeuw. Hier bevond zich de belangrijke kruising van twee wegen met zijn oorsprong al voor de Romeinse tijd. Eén route betrof de verbinding tussen Bretagne en de Middellandse Zee, en de andere route was belangrijk omdat men hier de Vézère kon oversteken. Uzerche had een kleine versterkte nederzetting (castra) en was al tussen de 5e en 8e eeuw van bestuurlijke, politieke en religieuze betekenis.
Door de ligging op een rots en omringd door de Vézère weerstond Uzerche door de eeuwen heen verschillende aanvallen van buitenaf, maar in de 6e eeuw werd de plaats geplunderd en vernietigd door de Visigoten. In de 7e eeuw werd het herbouwd met een omringende verdedigingsmuur. Vanaf dit moment had Uzerche een belangrijke defensieve rol.
Nadat de Saracenen in de 8e eeuw door Karel Martel waren verslagen, vielen deze tijdens hun terugtocht Uzerche aan. De belegering duurde zeven jaar, maar het lukte hen niet om het stadje te veroveren. Uzerche ontkwam door een list. Toen de bewoners op het randje van de hongerdood balanceerden, mestten ze de laatste twee stuks vee vet die er nog in de stad waren overgebleven; dit met het laatste voedsel dat er nog was. Daarna joegen ze de dieren de stad uit, richting hun belegeraars. De belegeraars troffen de 'ontsnapte' dieren aan en trokken de conclusie dat de stad er warmpjes bij zat en dat hun pogingen om de bewoners uit te hongeren een té langdurige oefening in geduld zouden zijn. In het wapen van Uzerche vindt men nog steeds twee stieren terug, verwijzend naar die belegering.
Pepijn de Korte, koning van de Franken (751-768) zag de waarde van Uzerche na de strijd tegen zijn halfbroer Waifar en liet er 18 torens bouwen. De toren met de naam 'Léocaine' was ingericht als prinselijke verblijf.

### Frankische vesting tot aan de Abbaye Saint-Pierre

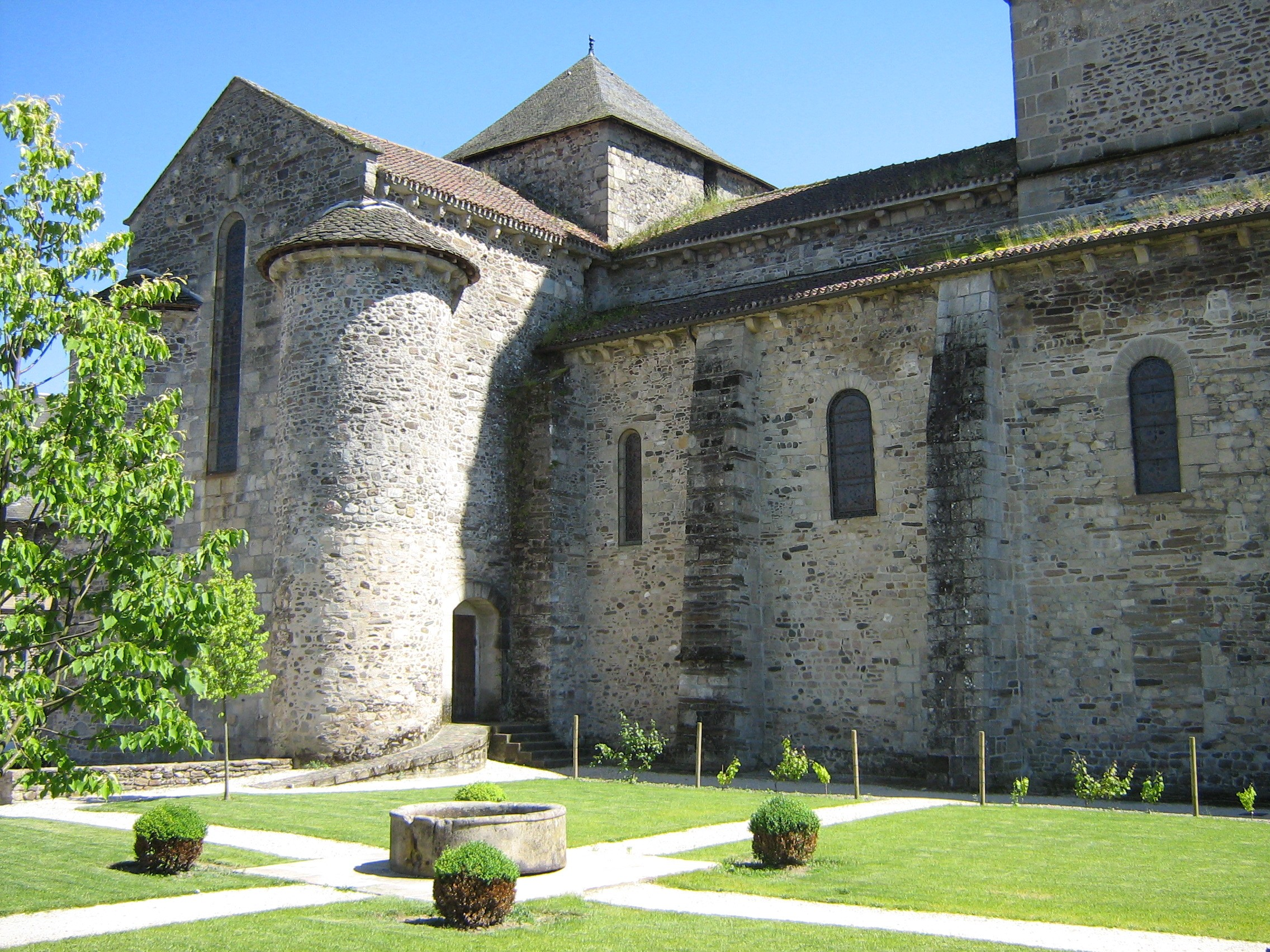
Église Saint-Pierre

Een bewijs van het versterkte fort (castrum) in de 7e eeuw vindt men terug in de gouden muntstukken die in die tijd in Uzerche geslagen zijn. Daarmee werd ook de administratieve functie van Uzerche duidelijk. Deze functie had de plaats ook nog in de 9e eeuw. Uzerche had in die tijd een religieuze rol als onderafdeling van de graaf van Limoges en daarnaast was het de hoofdstad van het Gallische/Romeinse grondgebied rondom Uzerche (Pagus).
Met de toestemming van de koning en de paus werd in de 10e eeuw begonnen met de bouw van een klooster dat dankzij talrijke donaties veel geld ontving. Om het klooster heen nam de stad Uzerche steeds meer vormen aan. Het klooster had de zeggenschap over de stad en de grond eromheen die tot de heerlijkheid van het klooster behoorde. In het klooster woonden ongeveer 100 monniken. Alle mensen op het grondgebied waren onderdanig aan het klooster en het klooster was op zijn beurt onderdanig aan de koning.
Paus Urbanus II reisde in 1095 naar Clermont-Ferrand om zijn eerste kruistocht voor te bereiden en bezocht in dat jaar ook Uzerche. In de 11e eeuw werd er een grote Benedictijnse abdij gesticht, die deels is blijven bestaan als église Saint-Pierre. De Benedictus-abdij, machtig en welvarend, kende zijn gouden periode in de 12e en 13e eeuw. Van de abdij is alleen nog de kerk Saint-Pierre over, een onmiskenbaar monument in Romaanse stijl. Daarnaast vindt men onder de kerk de crypte aux Corps Saints waar twee bisschoppen liggen.

### 10e tot 14e eeuw

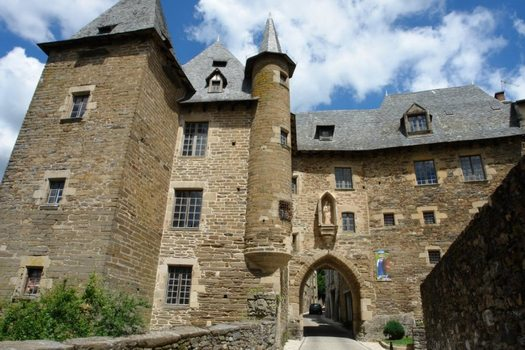
Porte Bécharie (11e-12e eeuw

In het jaar 909 plunderden de Noormannen de stad. Later in de 10e eeuw, in 992 schonk Archimbald I, burggraaf van Ségur, de Chapelle Notre-Dame aan de monniken. Deze kapel vindt men nog steeds in Uzerche aan het 'Place des Vignerons'.
Omstreeks 1150 kwam Uzerche onder de heerschappij van de Normandiërs. In de 12e eeuw brak weer een periode van macht en rijkdom aan en vooraanstaande mensen bezochten het klooster: Hendrik II van Engeland in 1156 en Richard I van Engeland in 1189.
De 12e en 13e eeuw was de tijd dat de troubadours Gaucelm Faidit en Uc la Bachellerie furore maken in Uzerche. In de 13e en 14e eeuw kwam de positie van Uzerche wederom tot uiting met de komst van invloedrijke personen, Lodewijk IX van Frankrijk in 1244 en 1256, Filips III van Frankrijk in 1285, Paus Clemens V in 1306 en Karel IV van Frankrijk in 1324.

De pest richtte tussen 1346 en 1348 een grote ravage aan in Uzerche. In Uzerche zijn nog veel mensen die op 24 juni een notentakje aan de voordeur hangen. Dit is een oude traditie om de heilige Johannes te bedanken voor het beschermen tegen de pest.
In de 14e eeuw sloegen de inwoners van Uzerche meerdere aanvallen af en in 1374 mochten ze na het afslaan van een Engelse aanval drie koninklijke lelies toevoegen aan hun wapen. In diezelfde eeuw werden nieuwe forten gebouwd en de stad Uzerche kreeg negen poorten die toegang boden tot de stad. Van deze poorten is alleen de Porte Bécharie nog over.

### Sénéchaussée en koninklijke stad

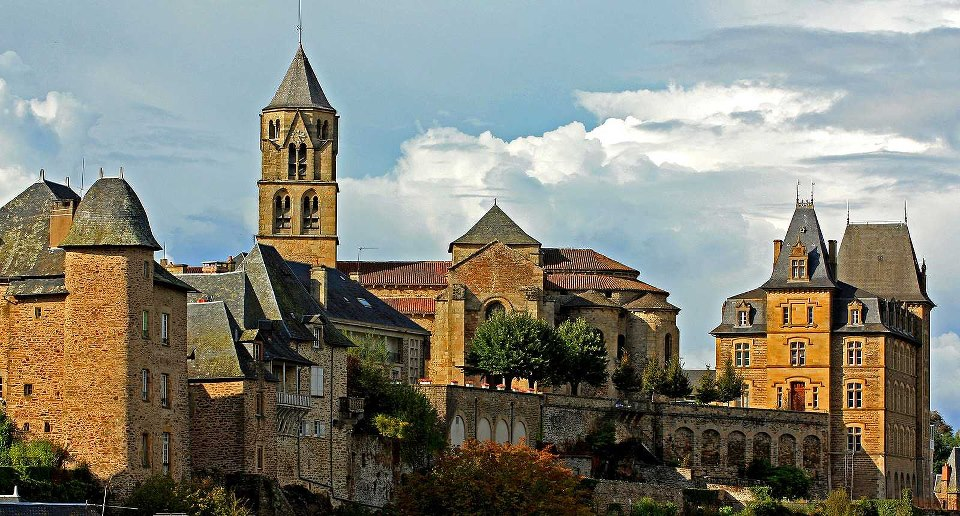
Oude centrum

Vanaf de 15e eeuw ontwikkelt Uzerche zich sterk. Lodewijk XI bezocht de stad in 1463 en besloot de helft van de zetels van het hof van de sénéchal aan Uzerche toe te wijzen. De machtige adel vestigde zich in Uzerche en liet grote huizen en kastelen bouwen. Tot de bouwwerken uit die tijd behoren het Château Pontier, het Hôtel des Joyet de Maubec, de Maison Boyer-Chammard, de Maison Eyssartier, de Maison de Tayac en het Hôtel de Bécharie.
De stad werd hoofdstad van de regio Bas-Limousin, toen er in de 16e eeuw een koninklijk hof werd ingesteld. Uzerche beleefde toen haar gouden eeuw. Edelen lieten er grote huizen bouwen met zoveel mogelijk torentjes, die heden ten dage nog steeds de 'skyline' van de stad bepalen. Uzerche kreeg in 1558 een koninklijke seneschalk toegewezen, en ging daarmee de concurrentie aan met Brive-la-Gaillarde. De macht van de abdij en de ontwikkeling van de sénéchaussée maakten van Uzerche de hoofdstad van de Bas-Limousin.
Niettemin kwam door de godsdienstoorlogen al snel een einde aan deze voorspoed. In 1575 verwoestten de hugenoten onder leiding van de burggraaf van Turenne de abdij van Uzerche. Vanaf 1628 waren de officieren van de koning de laatste overgebleven machthebbers van de stad. In 1753 werd de pont Turgot voltooid, om de voorstad Saint-Eulalie met Uzerche te verbinden.

### Moderne tijd

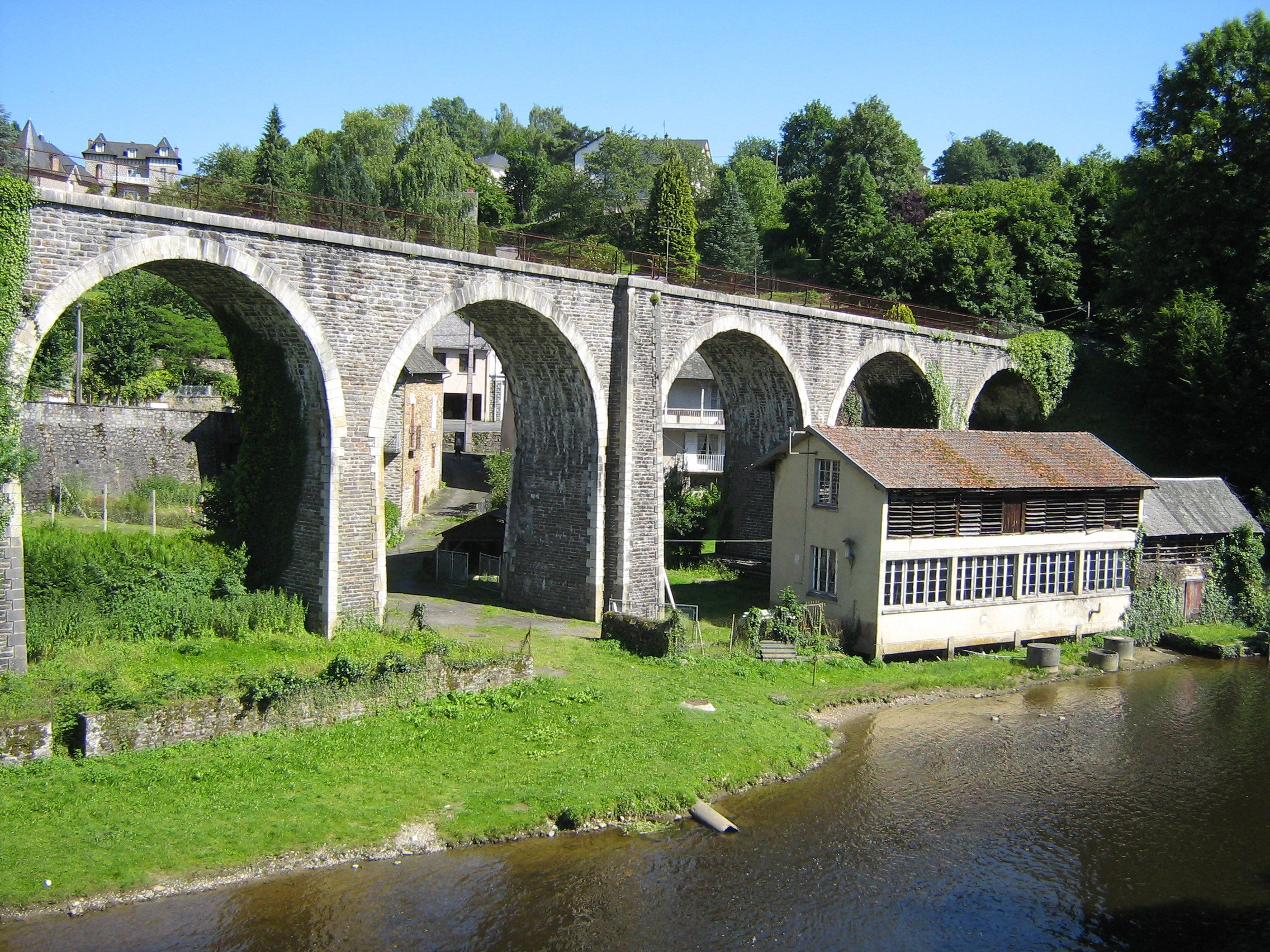
Viaduct van de PO-Corrèze met op de voorgrond een oude leerlooierij aan de Vézère

Op 14 juli 1789 werd in Parijs de Bastille bestormd. Lodewijk XVI kwam in verdrukking en de Franse Revolutie begon. Op 30 juli verspreidde zich in Uzerche het gerucht dat de graaf van Artois met 16.000 soldaten op weg was naar Uzerche. Het leger kwam van Bordeaux en had onderweg al meerdere steden platgebrand. Uzerche bereidde zich voor zich te verdedigen, maar ontkwam aan een belegering. Het gerucht bleek een list om iedereen bewapend te krijgen mocht het nodig zijn.
In 1790 werd het departement Corrèze gevormd uit vier districten: Brive, Tulle, Ussel en Uzerche. De jaren 1792 en 1793 werden de oorlogsjaren van de revolutie. Uzerchenaar Alexis Boyer werd de eerste chirurg van Napoleon en reisde met hem mee tijdens veldslagen in Polen en Pruisen.
In 1826 werd de gemeente Saint-Eulalie toegevoegd aan Uzerche.
In 1892 werd de spoorwegtunnel door Uzerche voltooid, naast een bestaande tunnel die zo'n veertig jaar eerder was aangelegd. Tegelijkertijd werd er ook begonnen met de aanleg van een spoorviaduct door Uzerche. Dit viaduct van 142 meter met 12 gewelven gaf Uzerche een heel ander aanzicht. In 1902 werd het viaduct voltooid. Het verbond het treinstation van de PO Corrèze (noordelijk in Uzerche) met het treinstation 'la petite gare' in het centrum. In 1969 werd de spoorweg buiten gebruik gesteld en tegenwoordig is het viaduct in gebruik als wandelpad.
Op 5 september 1870 informeerde burgemeester de Tayac van Uzerche de gemeenteraad over de val van het keizerrijk en de aankondiging van een derde republiek. Op 13 november 1870 besloot de gemeenteraad van Uzerche unaniem de nieuwe republiek te erkennen. In mei 1871 werd na de Franse nederlaag in de Frans-Duitse Oorlog de Derde Franse Republiek officieel uitgeroepen.
In 1939 verklaarde Frankrijk de oorlog aan Duitsland en begon voor Frankrijk de Tweede Wereldoorlog. In juni 1944, een dag na de eerste D-Day in Normandië, kreeg generaal Heinz Lammerding van de 2. SS-Panzer-Division Das Reich de opdracht om positie te kiezen tussen Tulle en Limoges om het verzet te breken. Het verzet viel even later een trein aan in het station van Allasac en bevrijdde de Duitse journalist en verzetsstrijder Gerhard Leo. Onder hen was luitenant Michel en hij werd even later gearresteerd. Onder opdracht en onder toeziend oog van generaal Lammerding werd luitenant Michel vervolgens opgehangen in Uzerche.

## Verkeer en vervoer

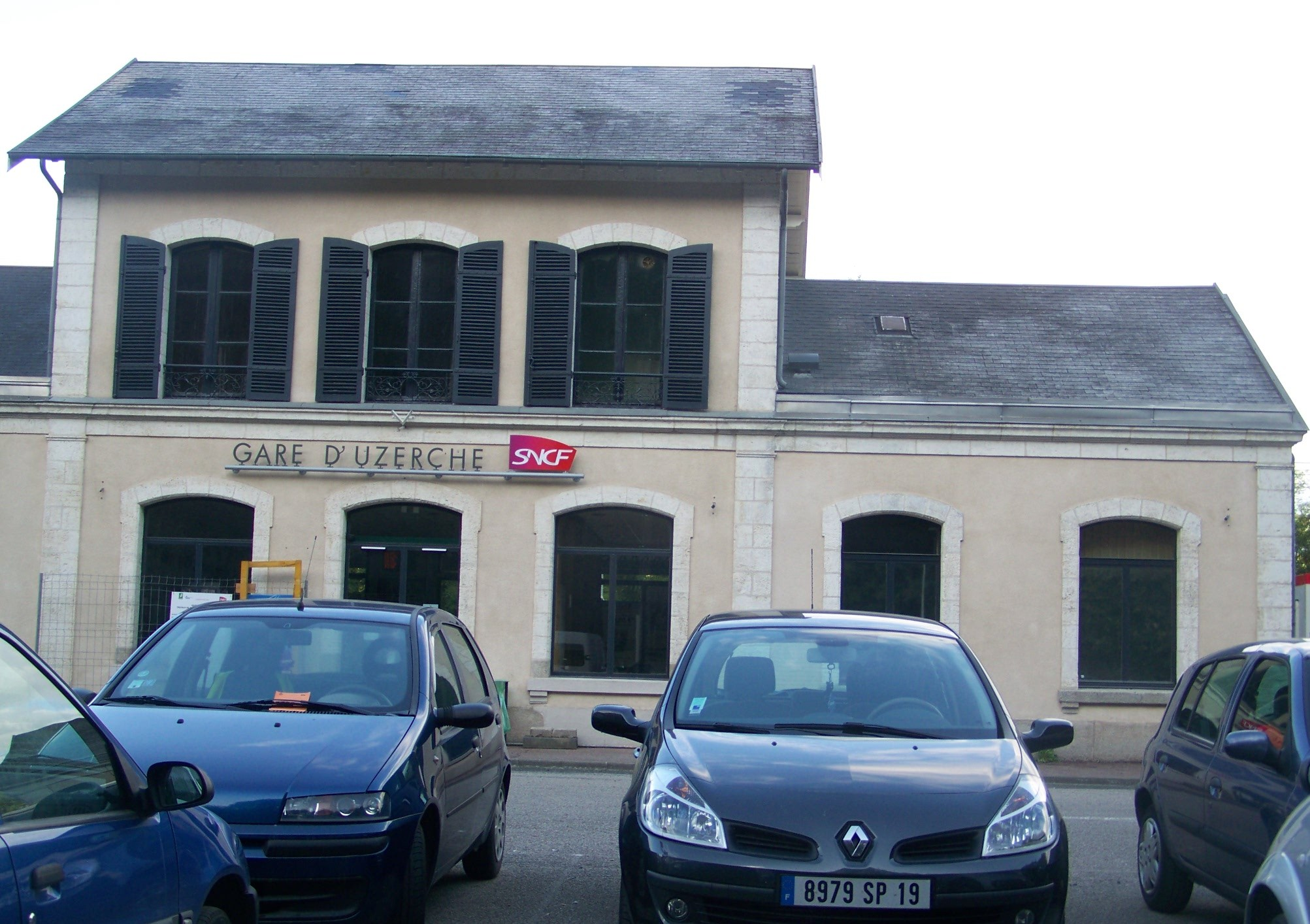
Treinstation

De snelweg A20 passeert Uzerche aan de grens van de gemeente. De departementale weg D920 doorkruist de gemeente in noord-zuidelijke richting. Vanaf de A20 zijn er twee afslagen naar de D920 richting Uzerche, afslag 44 vanuit de richting Limoges/Parijs en afslag 45 vanuit de richting Brive/Toulouse.
Het station Uzerche is gelegen aan de 'Avenue de la gare', de weg van Uzerche richting Condat-sur-Ganaveix, en heeft rechtstreekse verbindingen naar onder andere Limoges, Parijs en Toulouse.
In 2010 is het station geheel gerenoveerd.

## Demografie
Onderstaande figuur toont het verloop van het inwonertal (bron: INSEE-tellingen).

## Geboren
- Gaucelm Faidit (c.1170 – 1230), troubadour

## Fotogalerij

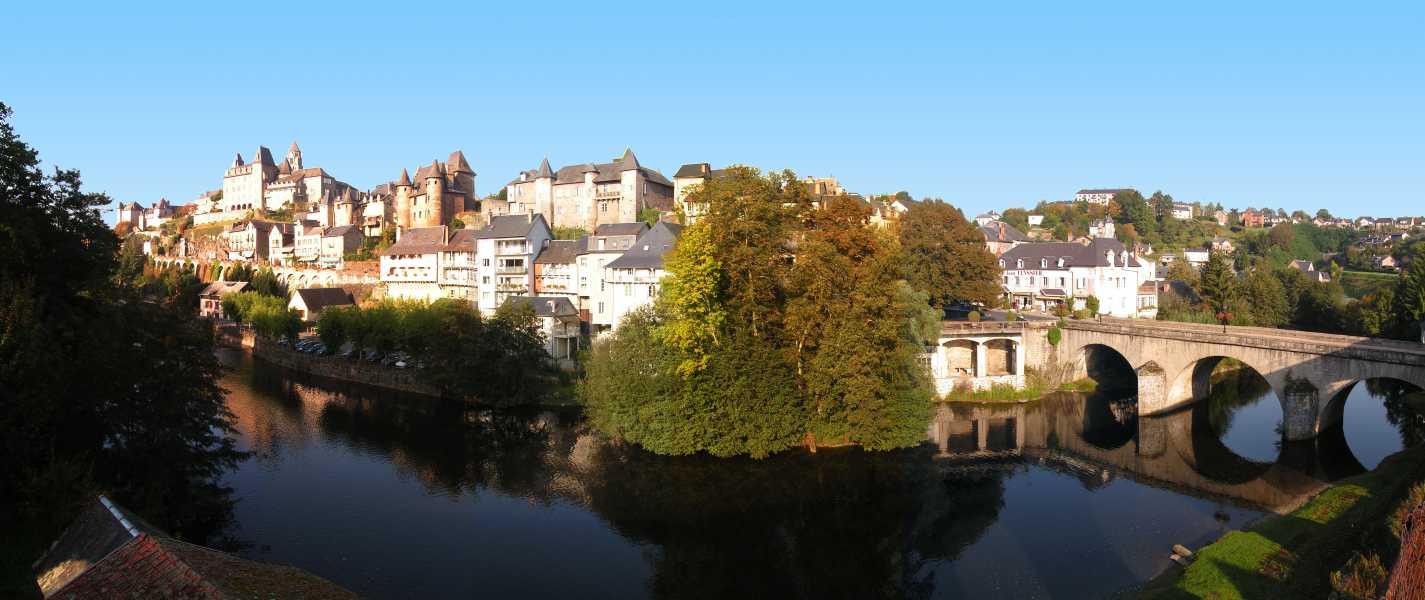
Uitzicht over Uzerche
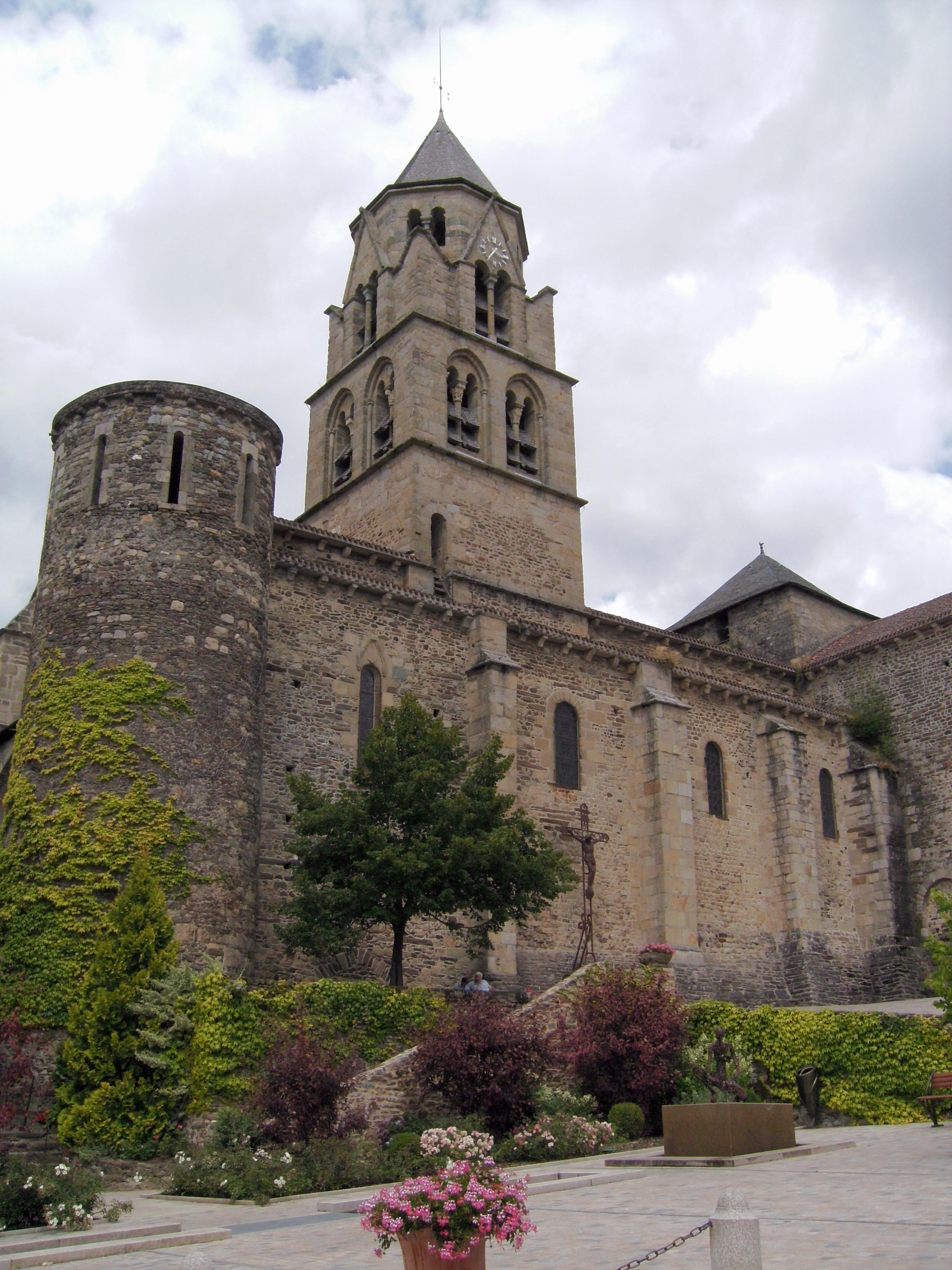
Abdijkerk St Pierre
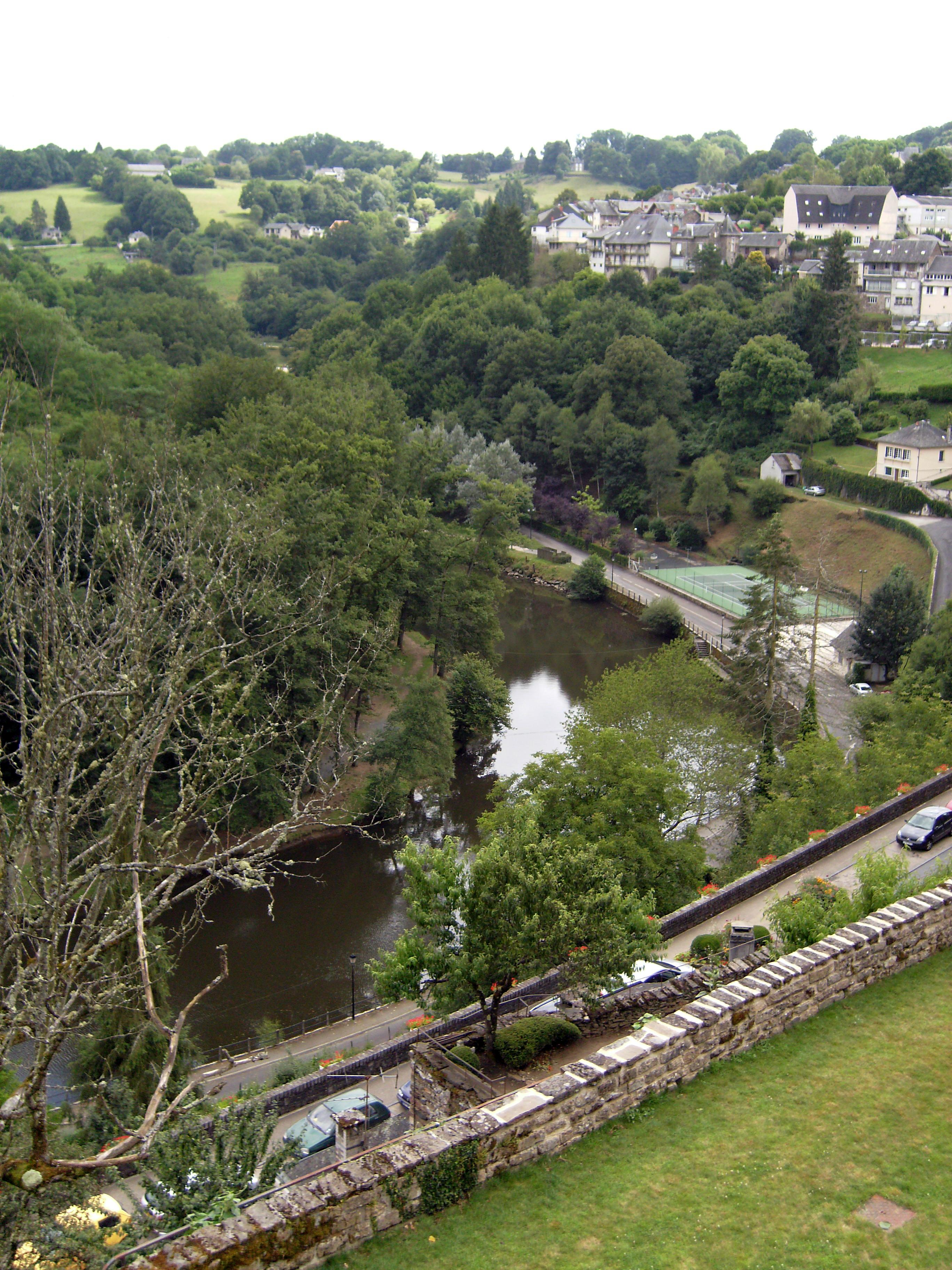
Vézère
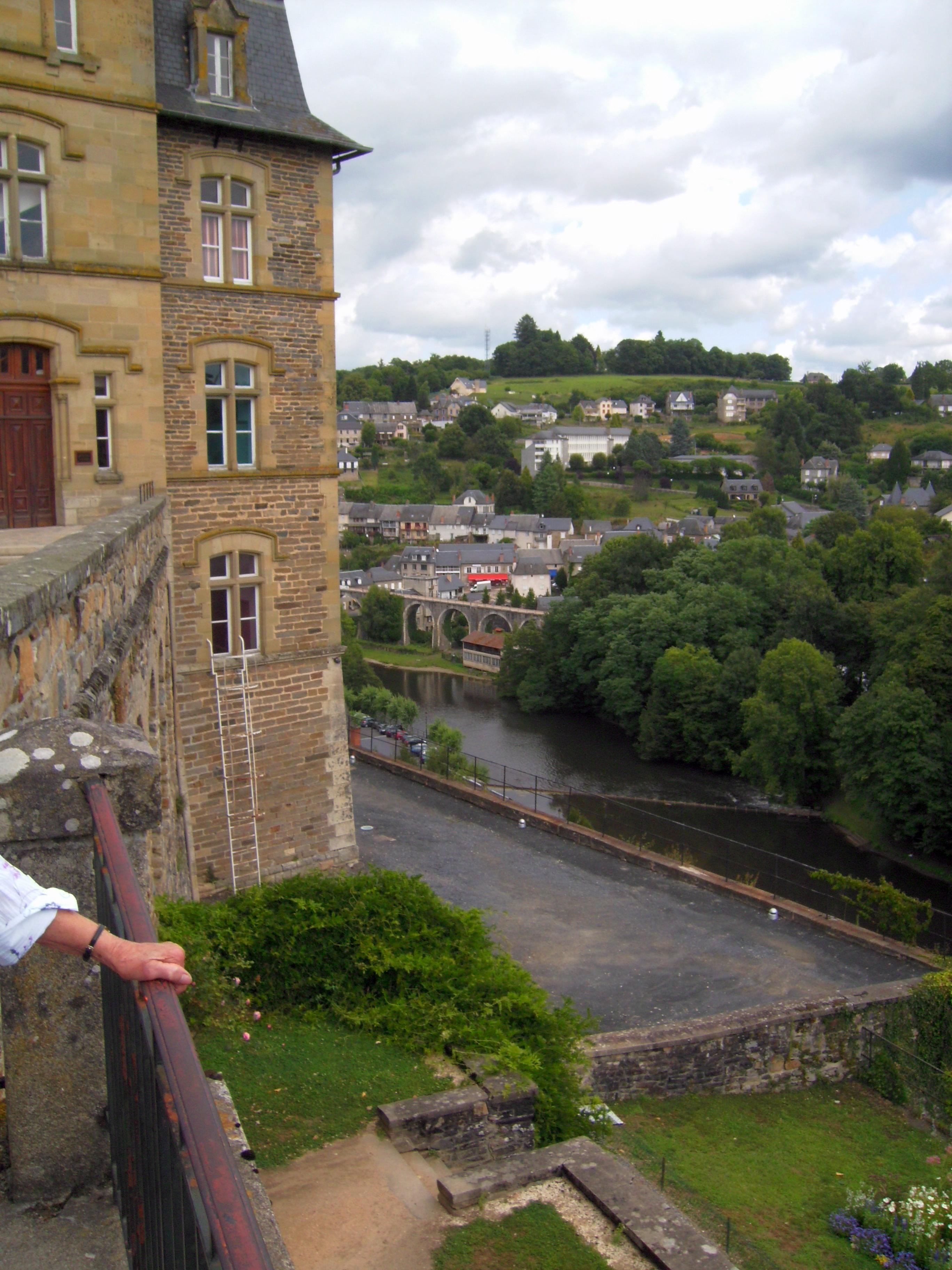
Uitzicht vanaf de stadsmuur over de Vézère met viaduct op de achtergrond
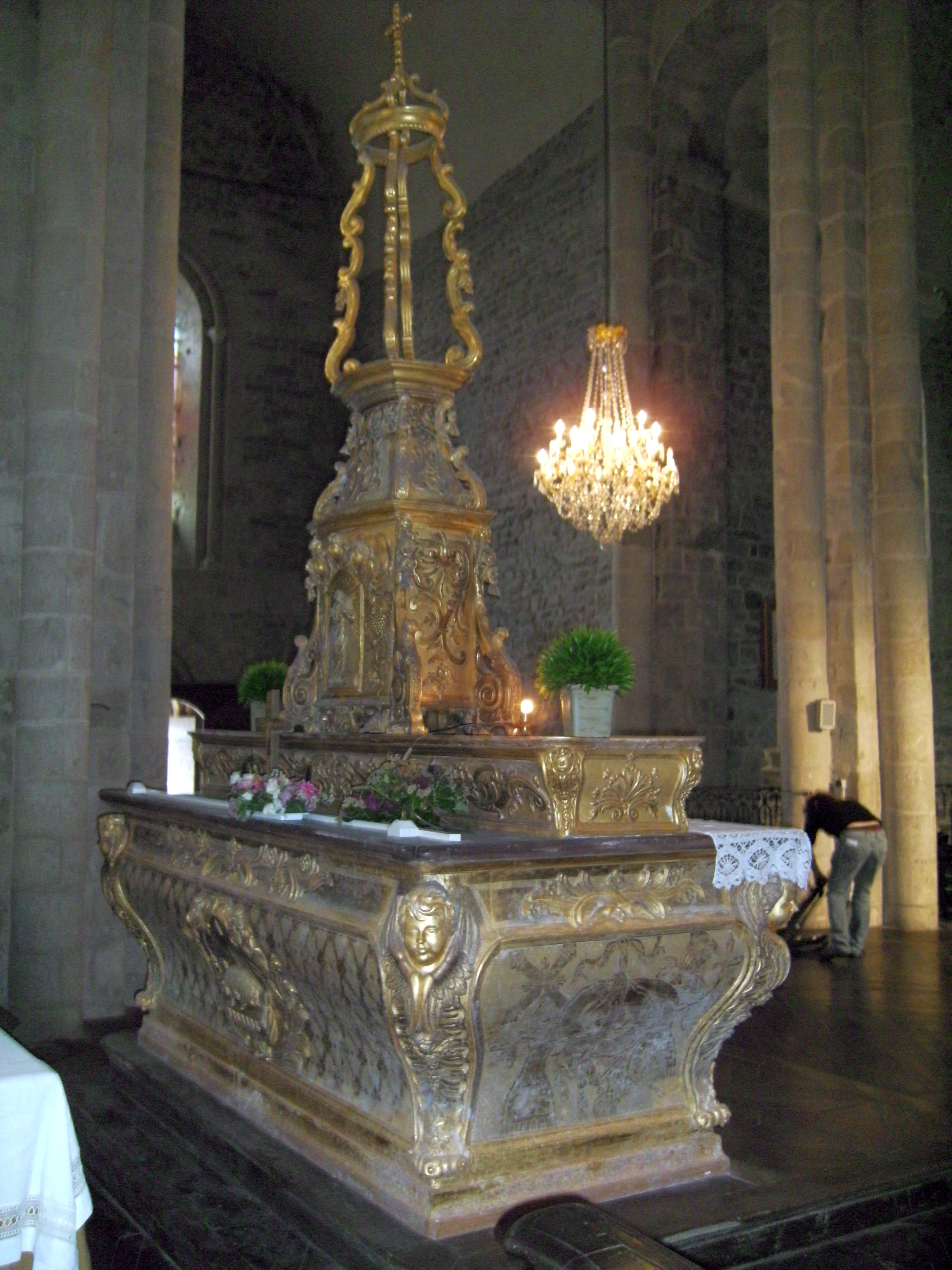
Altaar uit de 18e eeuw
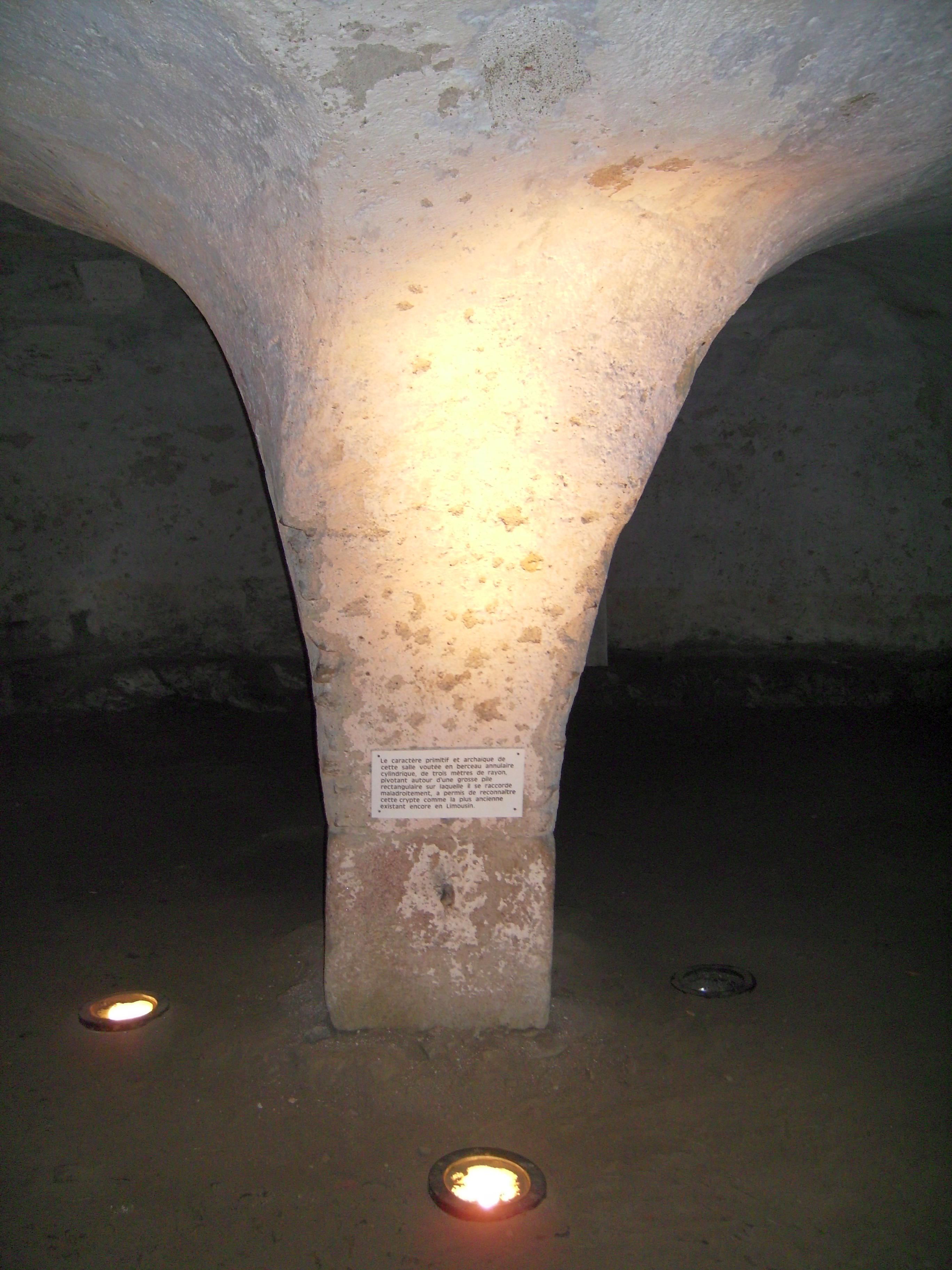
Crypte in de Abdijkerk.
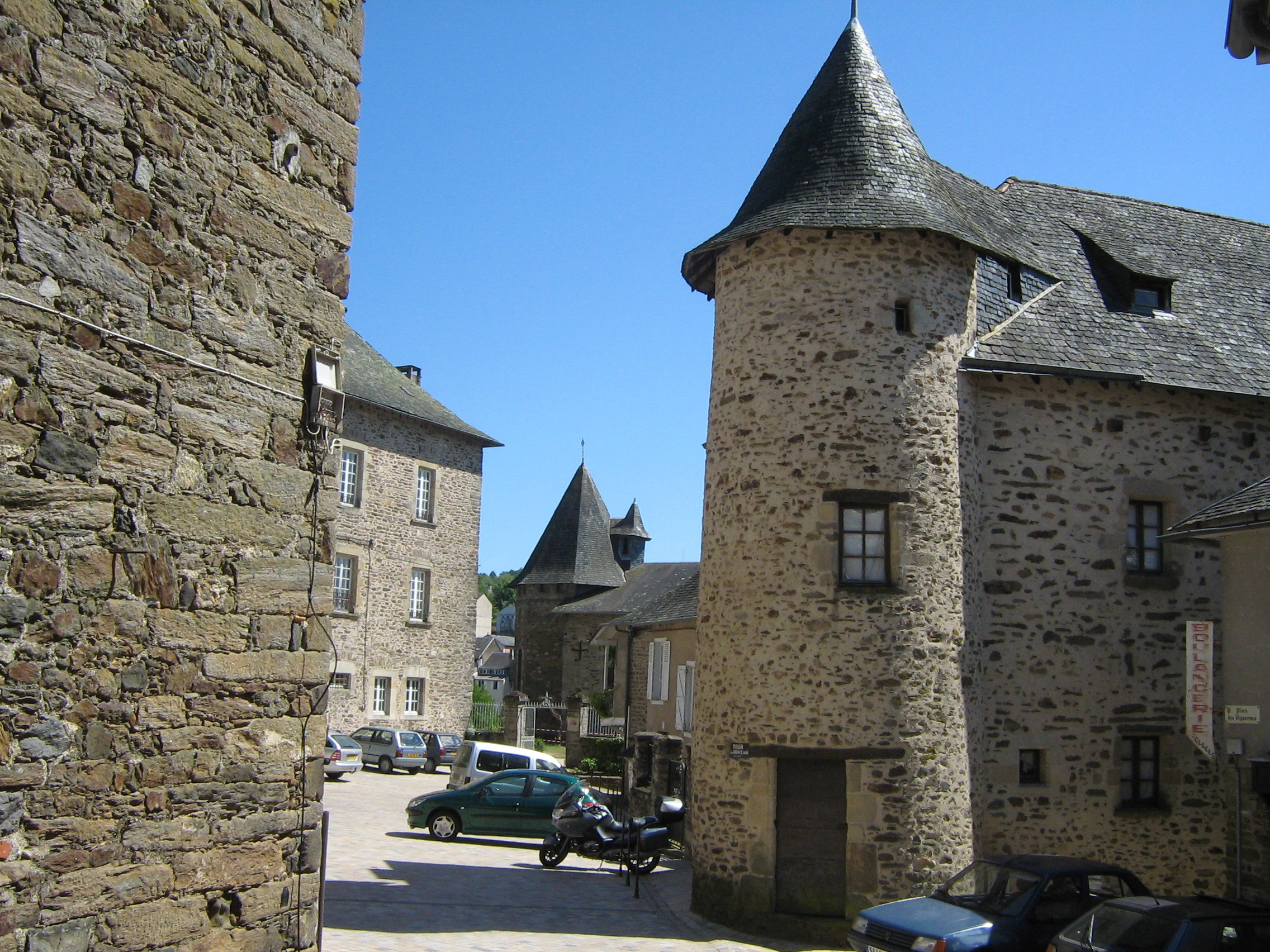
Tour du Prince Noir
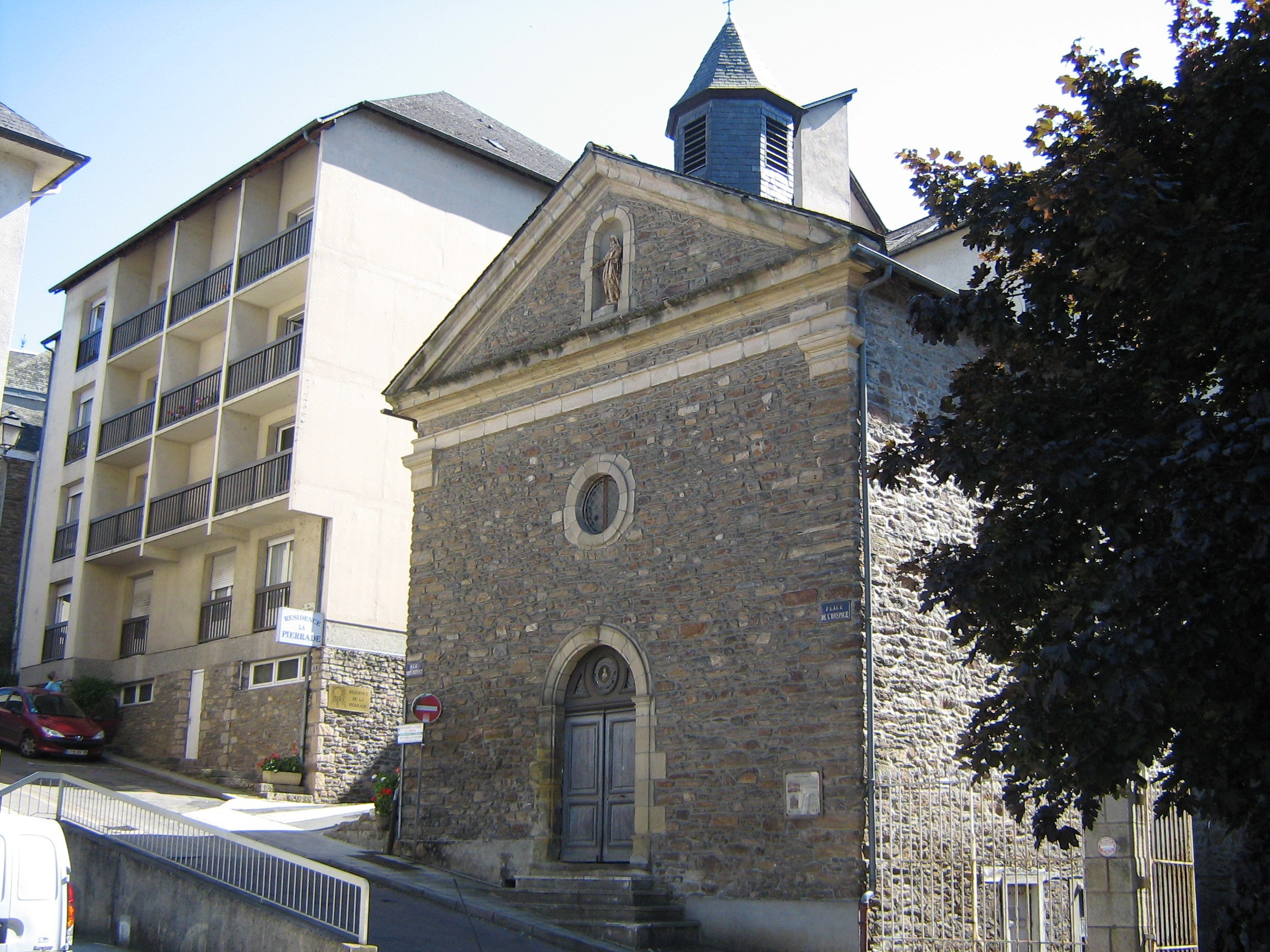
La Chapelle de l'Hospice
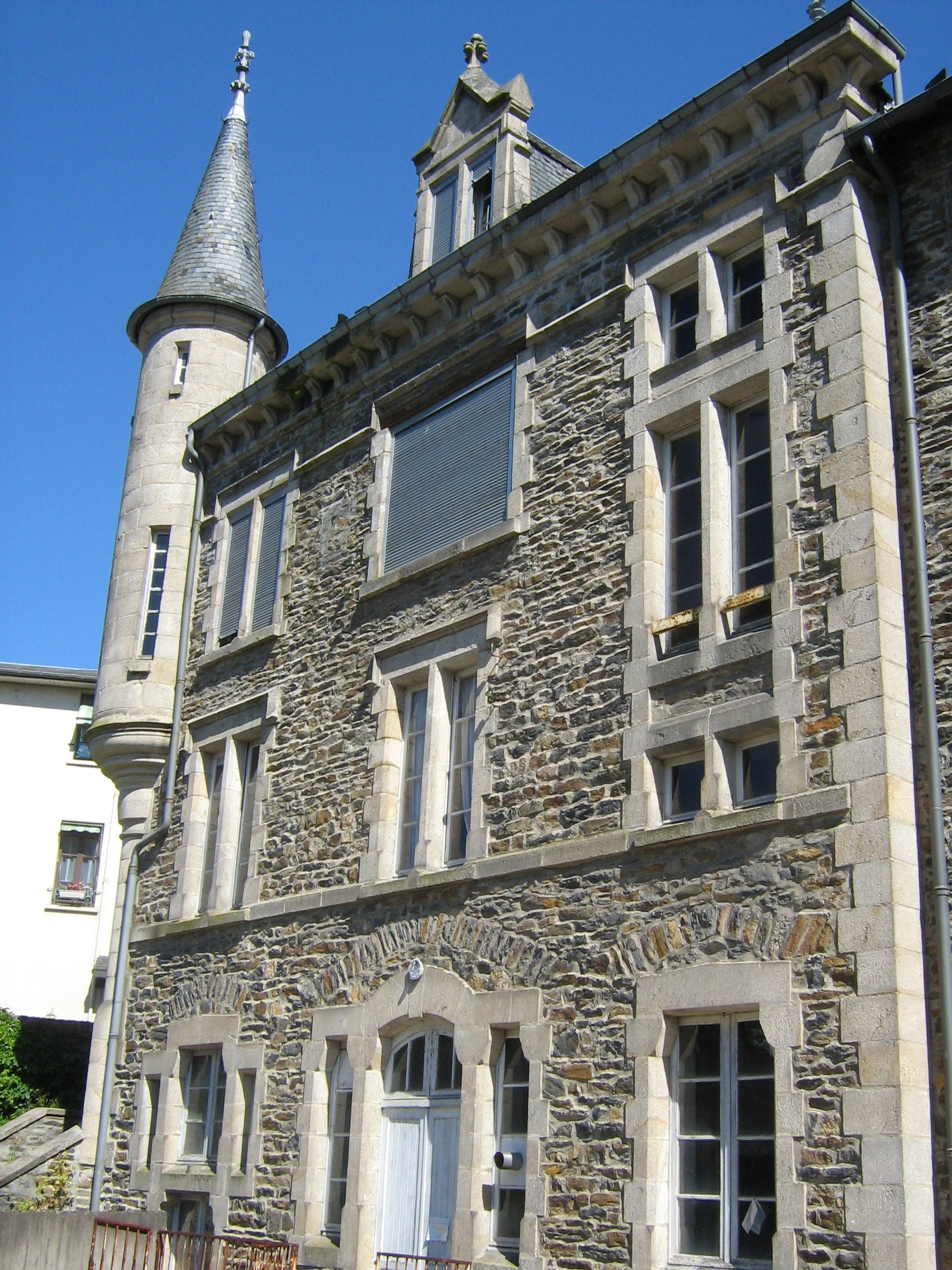
Hospice
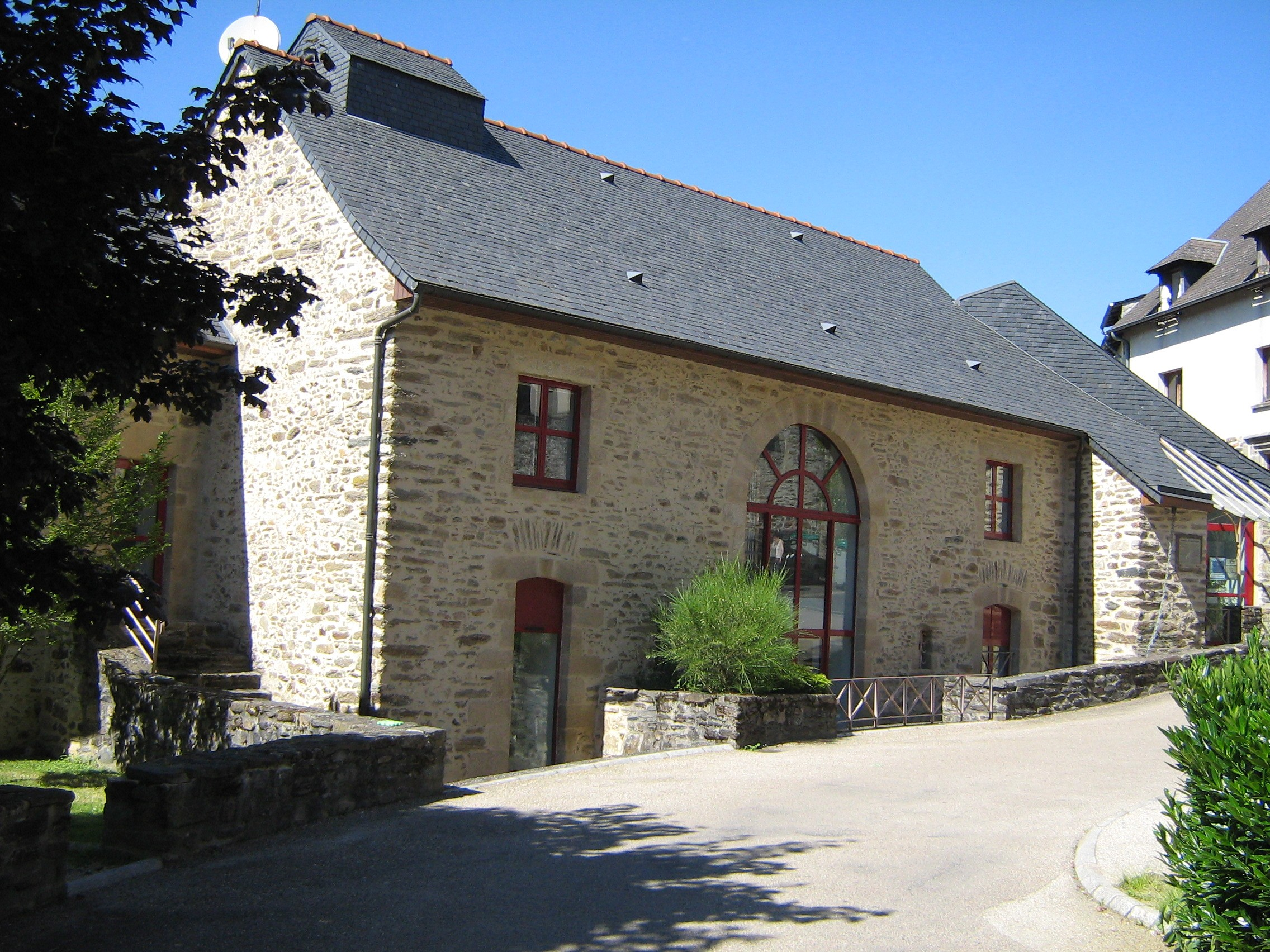
Mediatheek
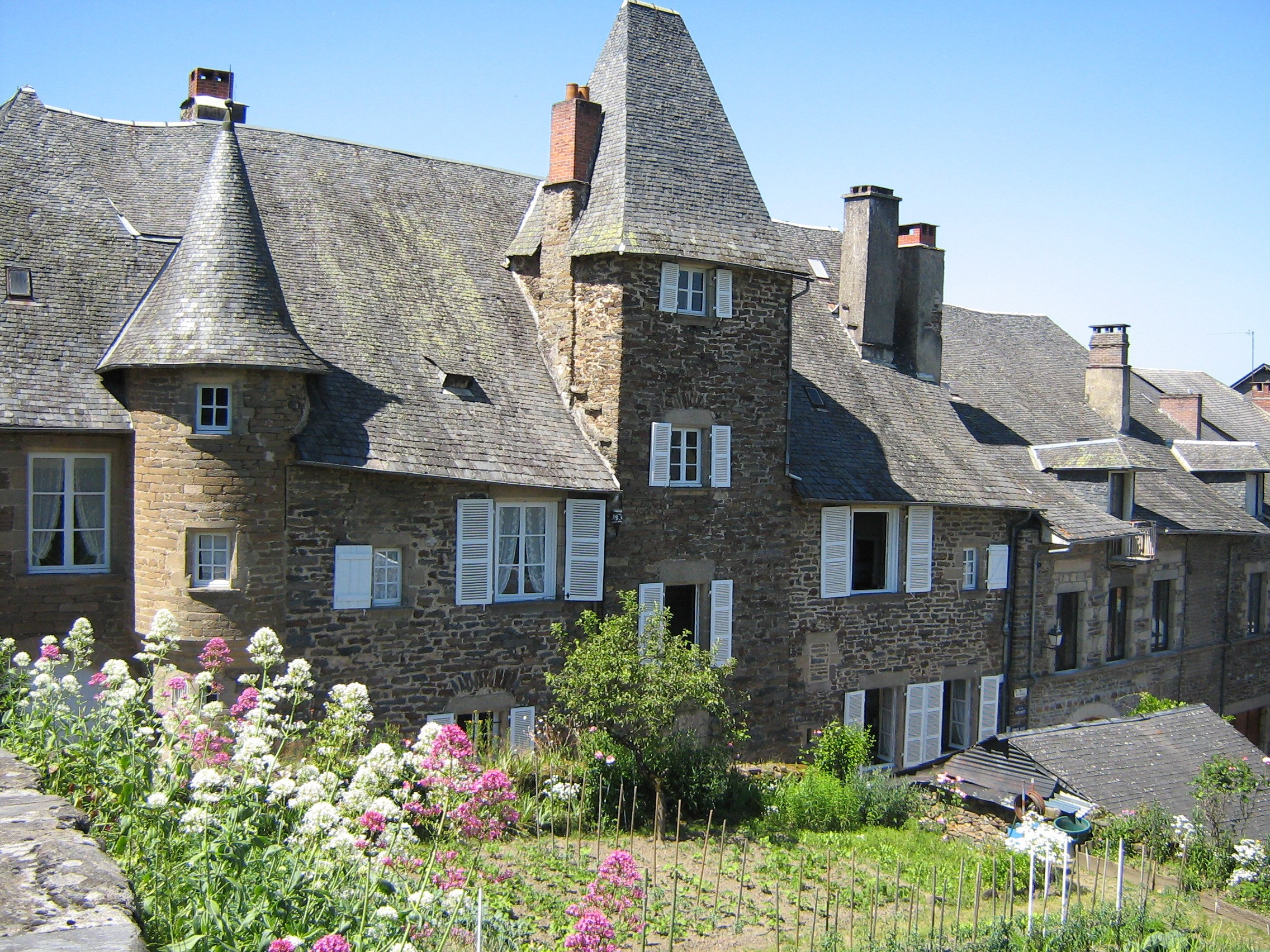
Maison de Tayac
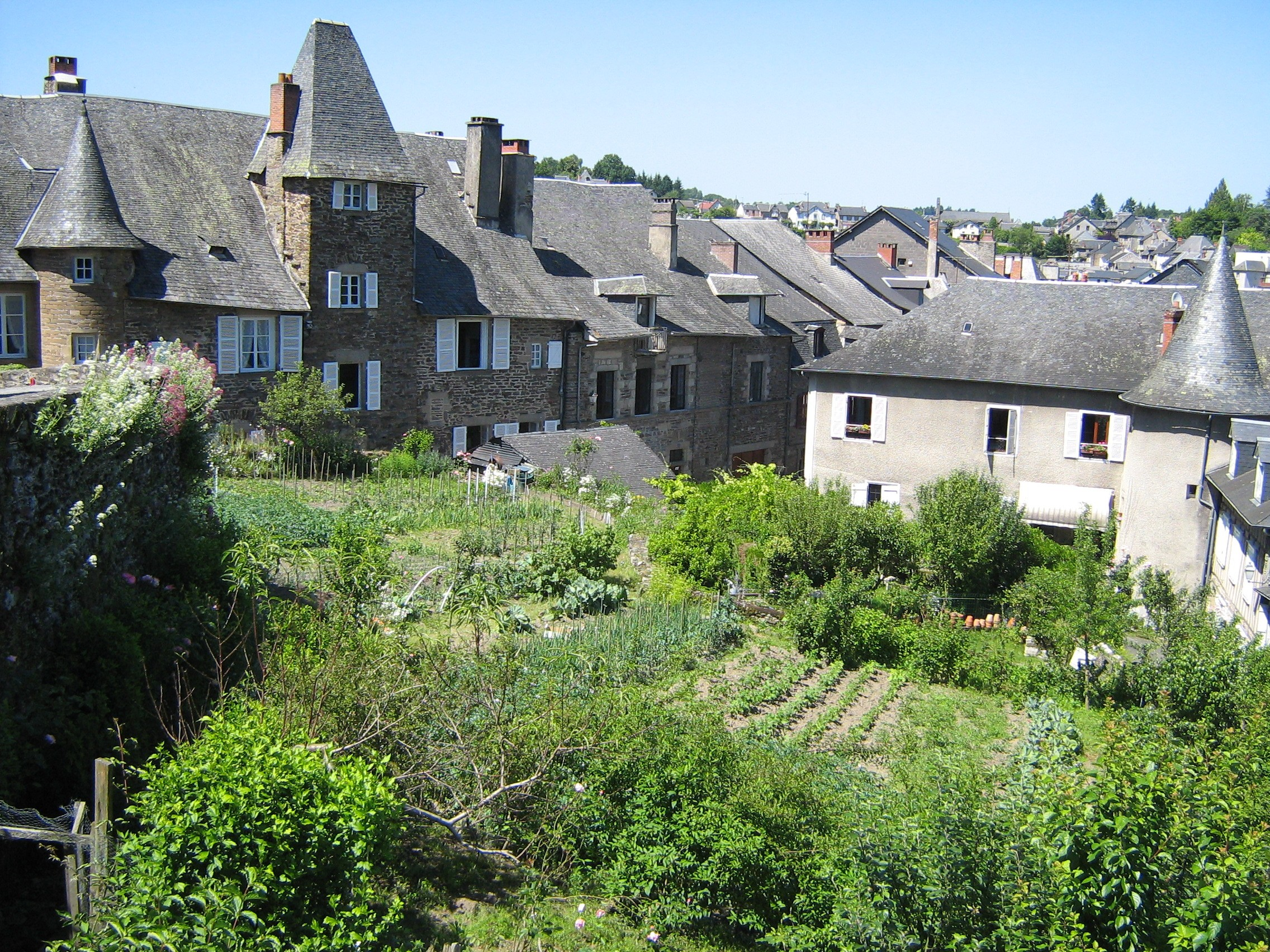
Maison de Tayac met tuinen
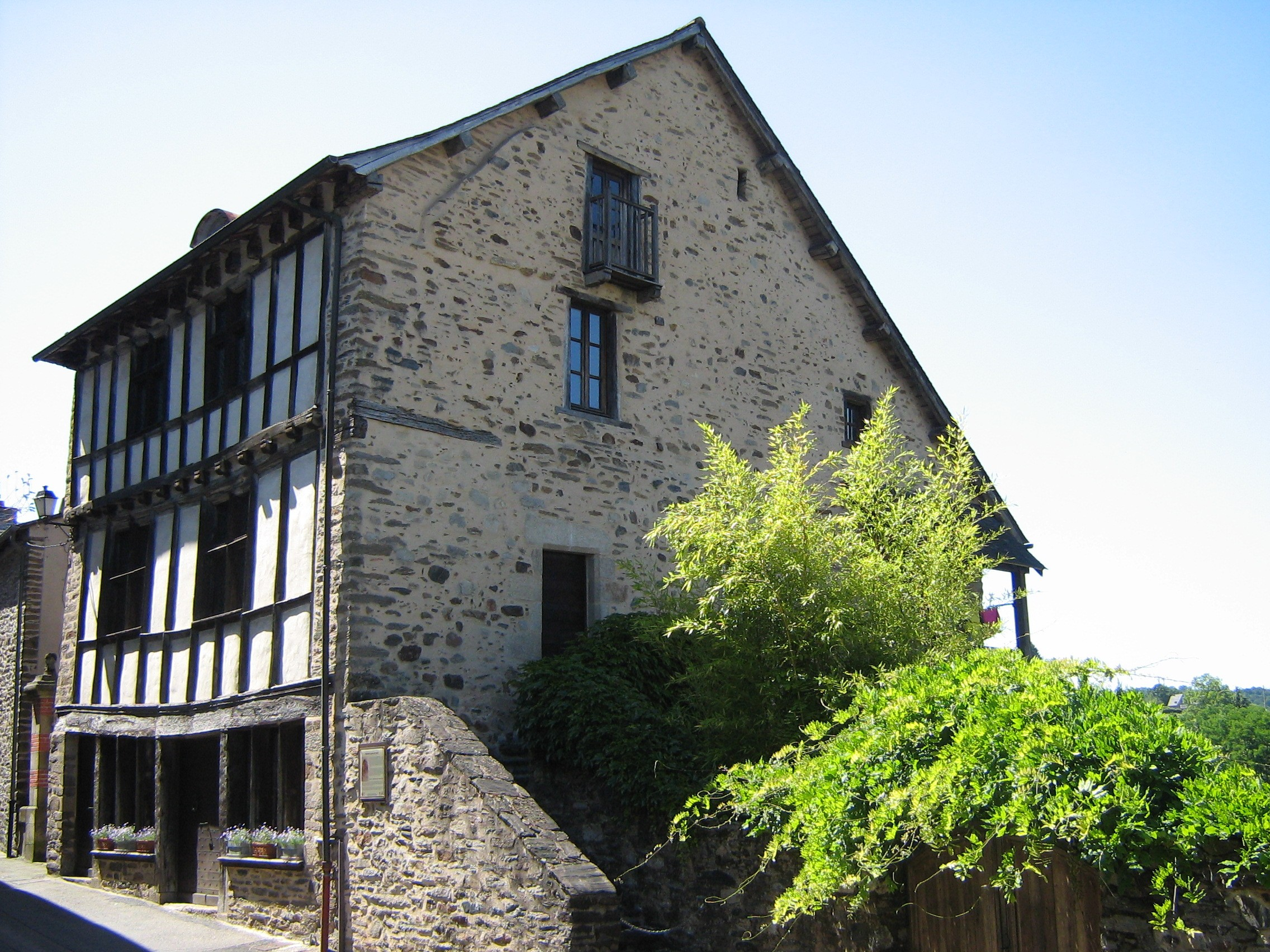
Huis in stijl 'à pans de bois'
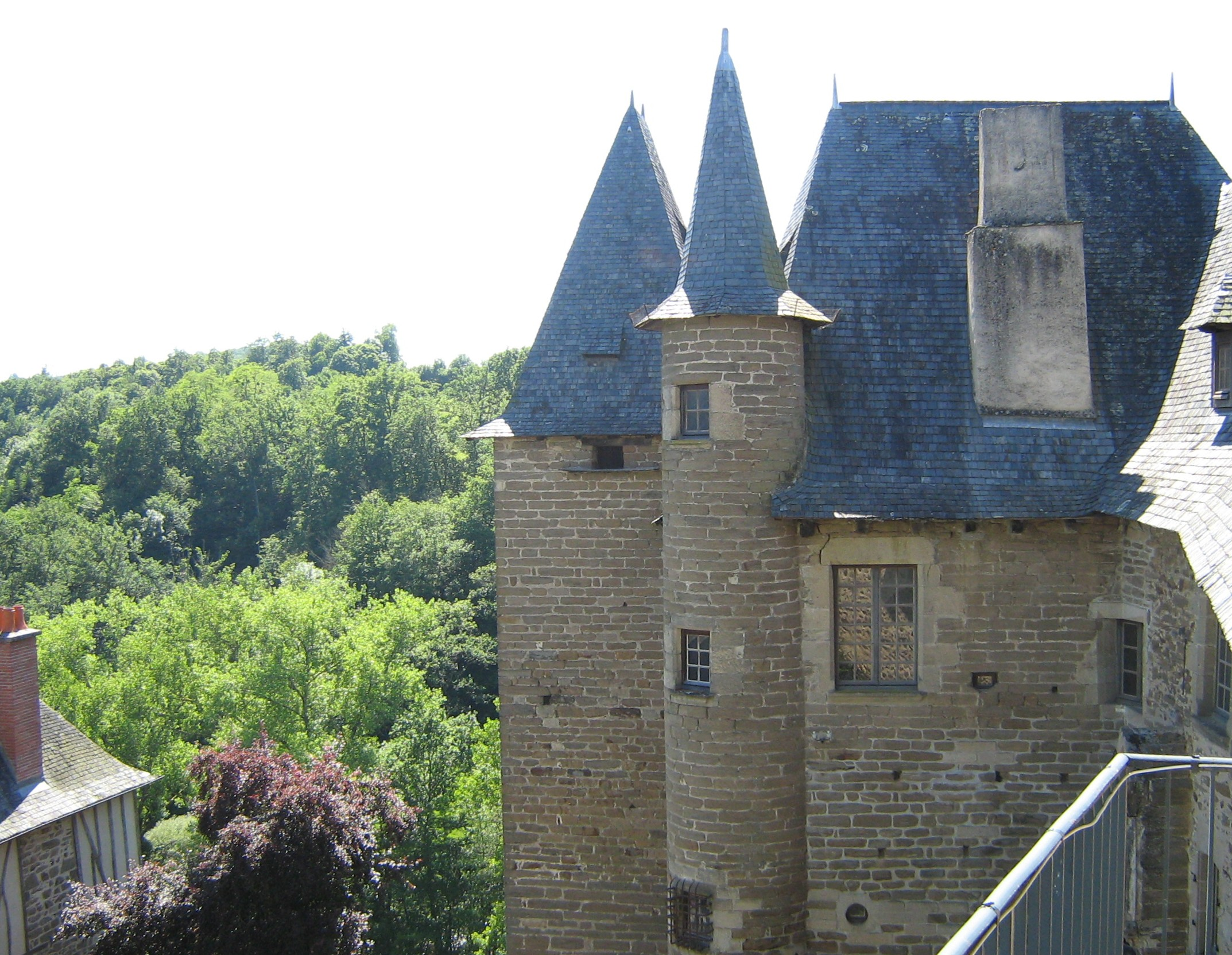
Hôtel Bécharie
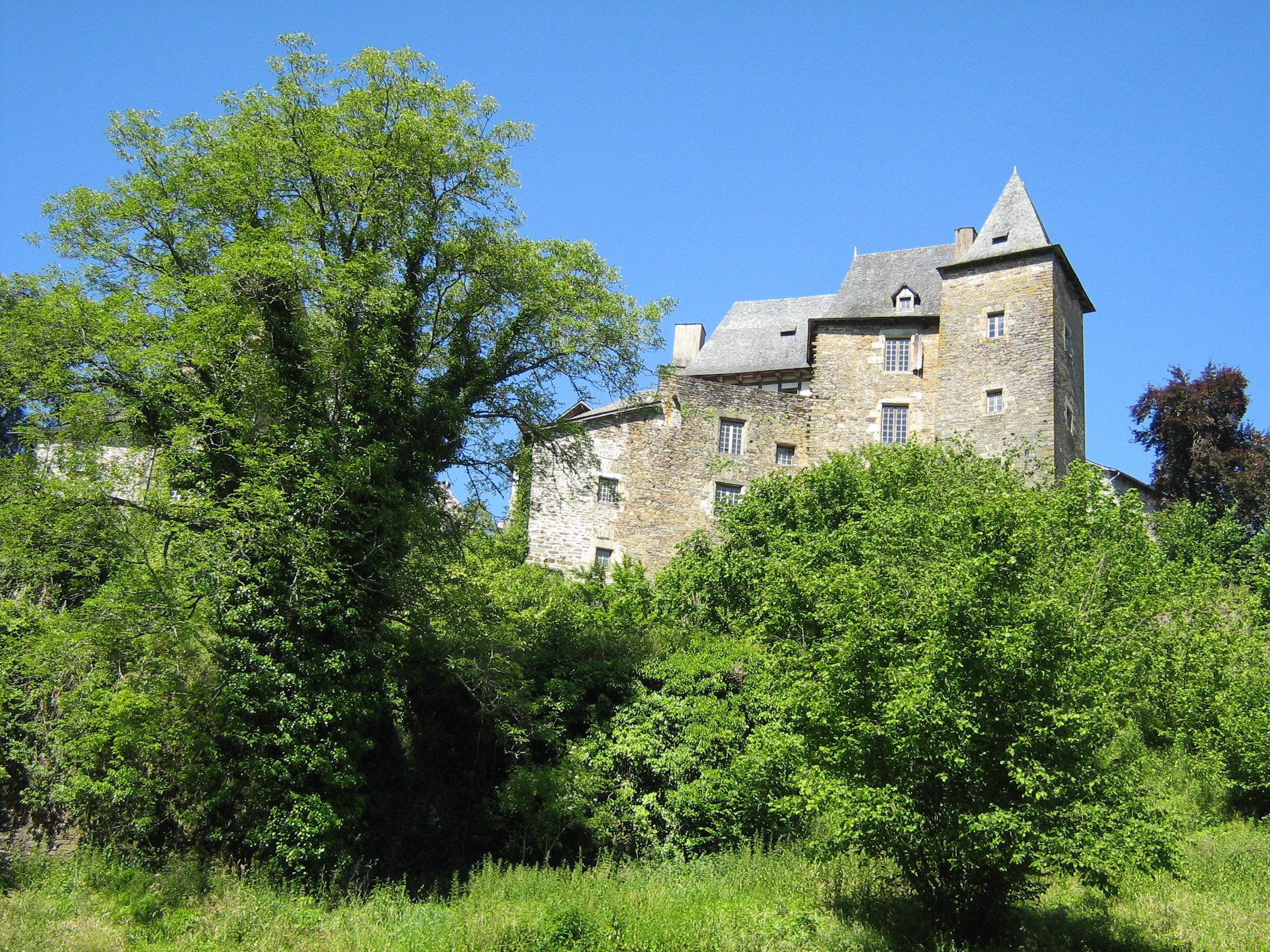
Hôtel Bécharie vanaf de Vézère
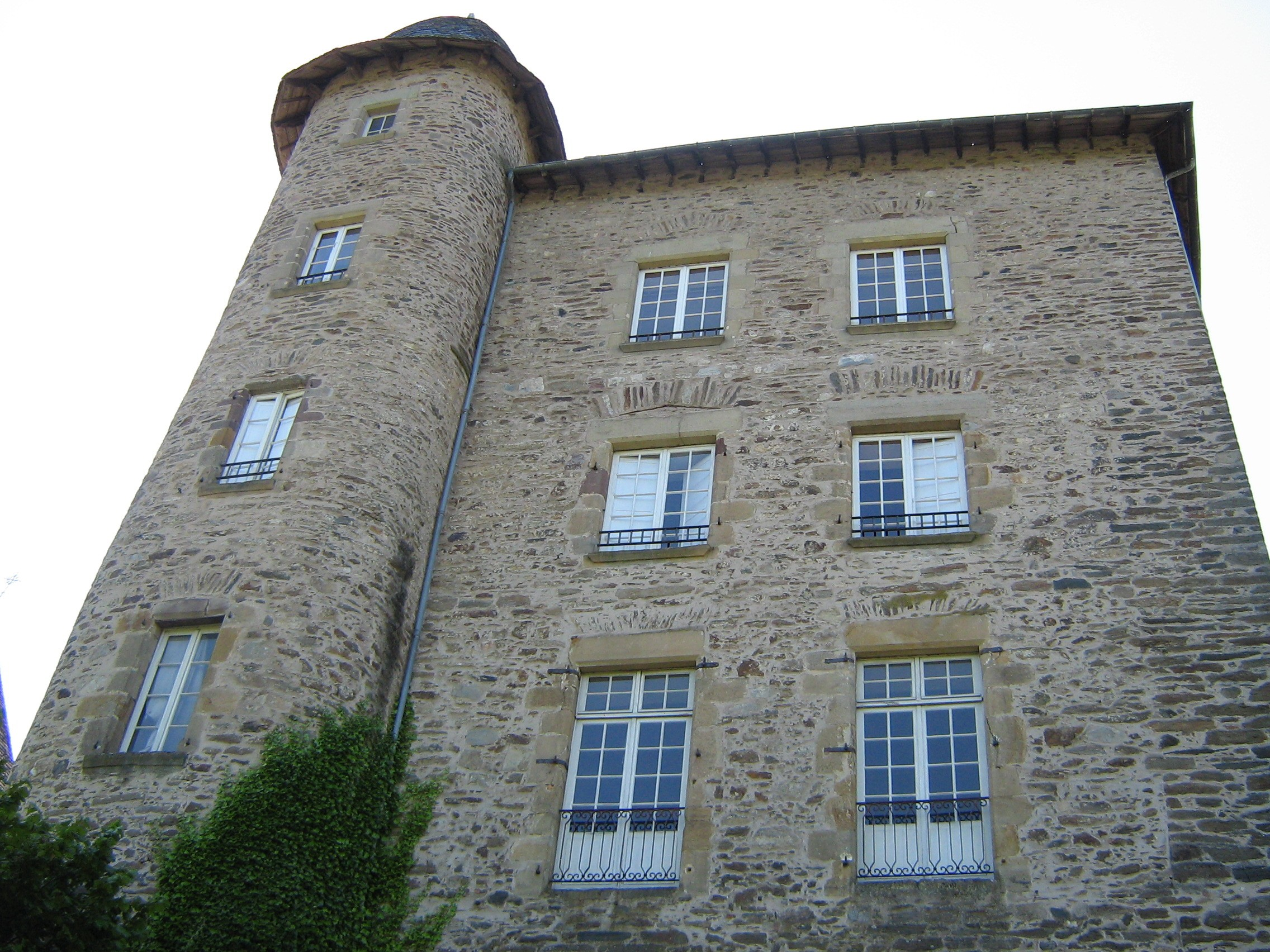
Hôtel des Joyet de Maubec
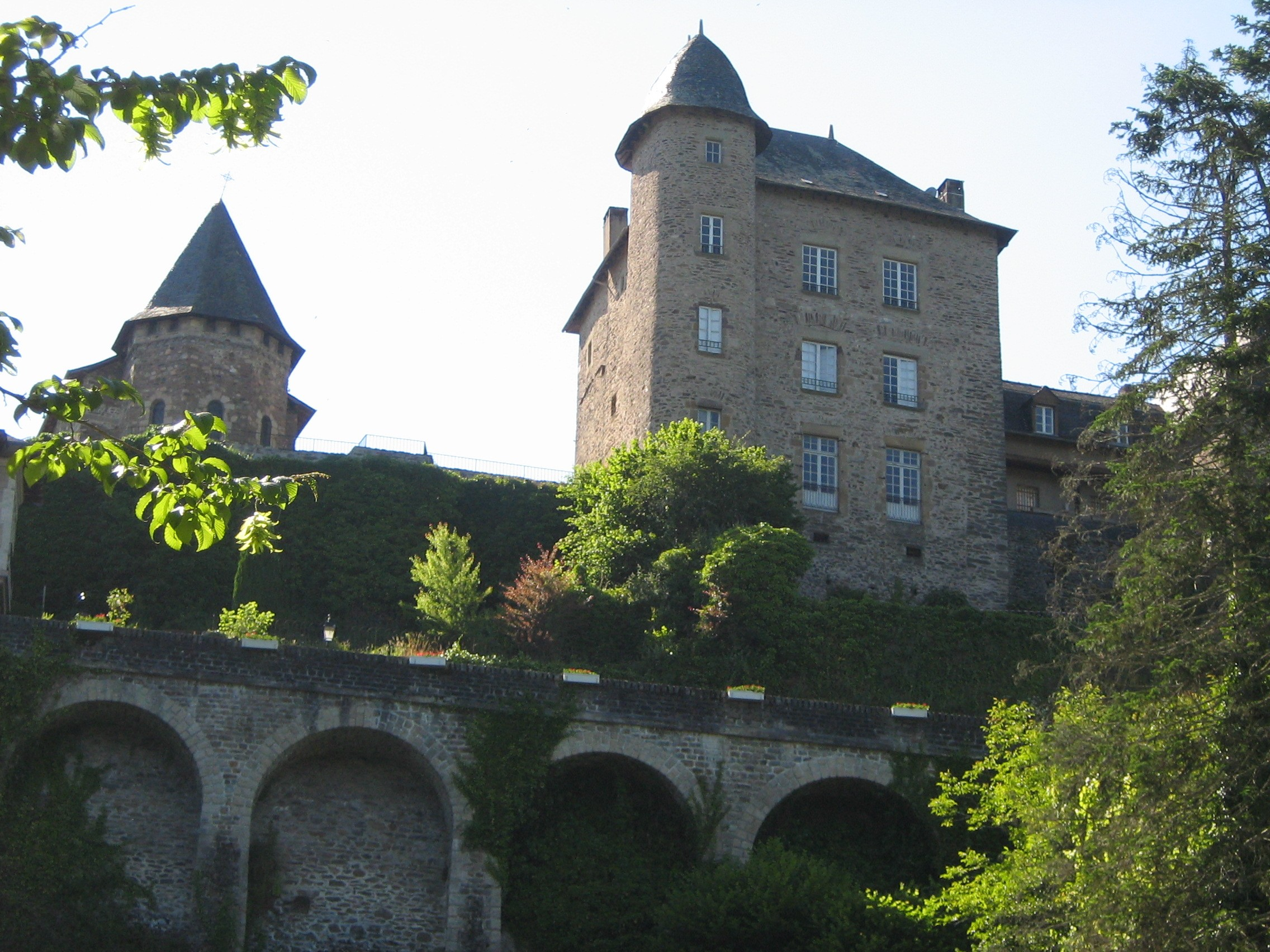
Hôtel des Joyet de Maubec en kapel (links)
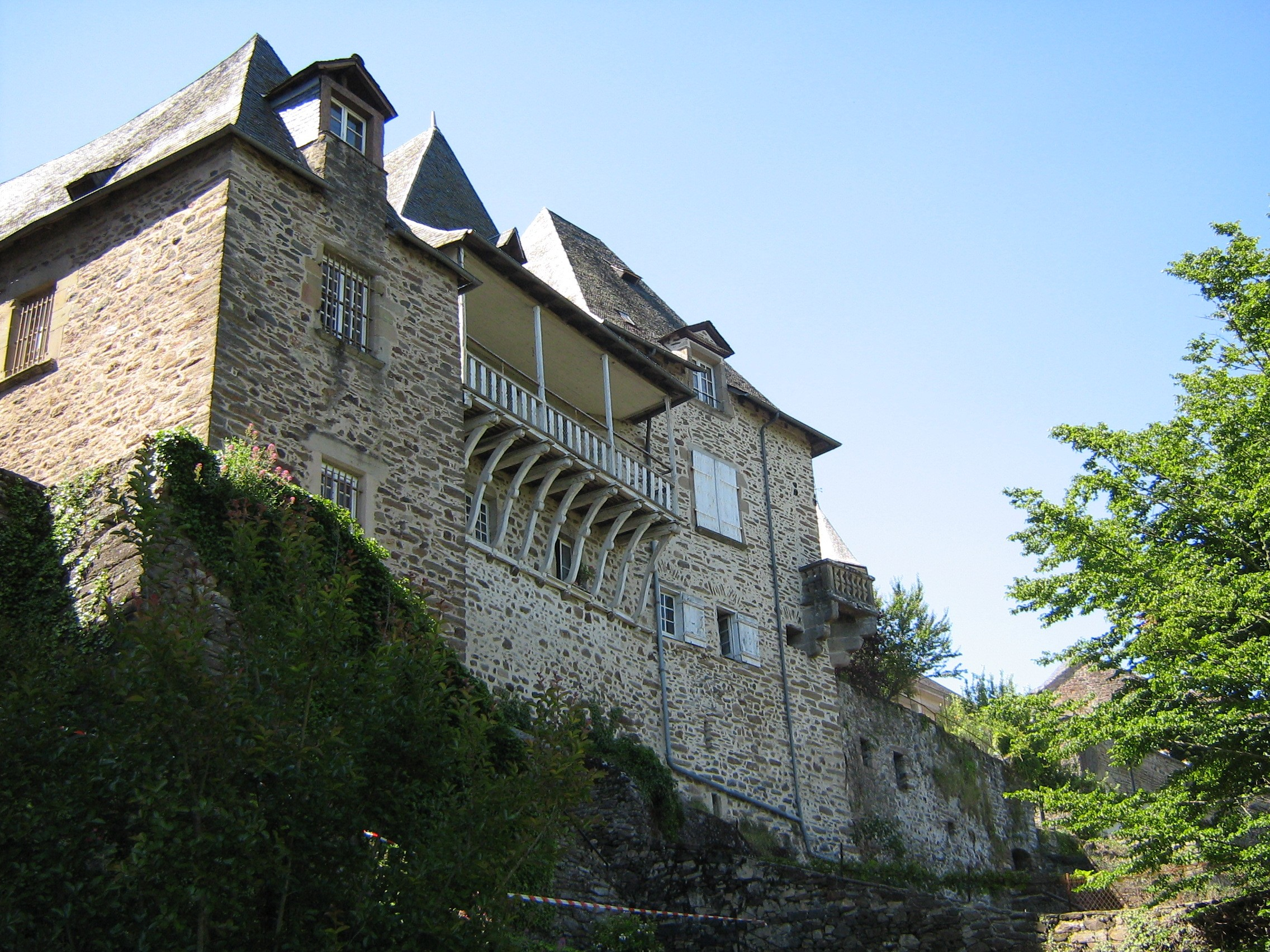
Maison Boyer-Chammard
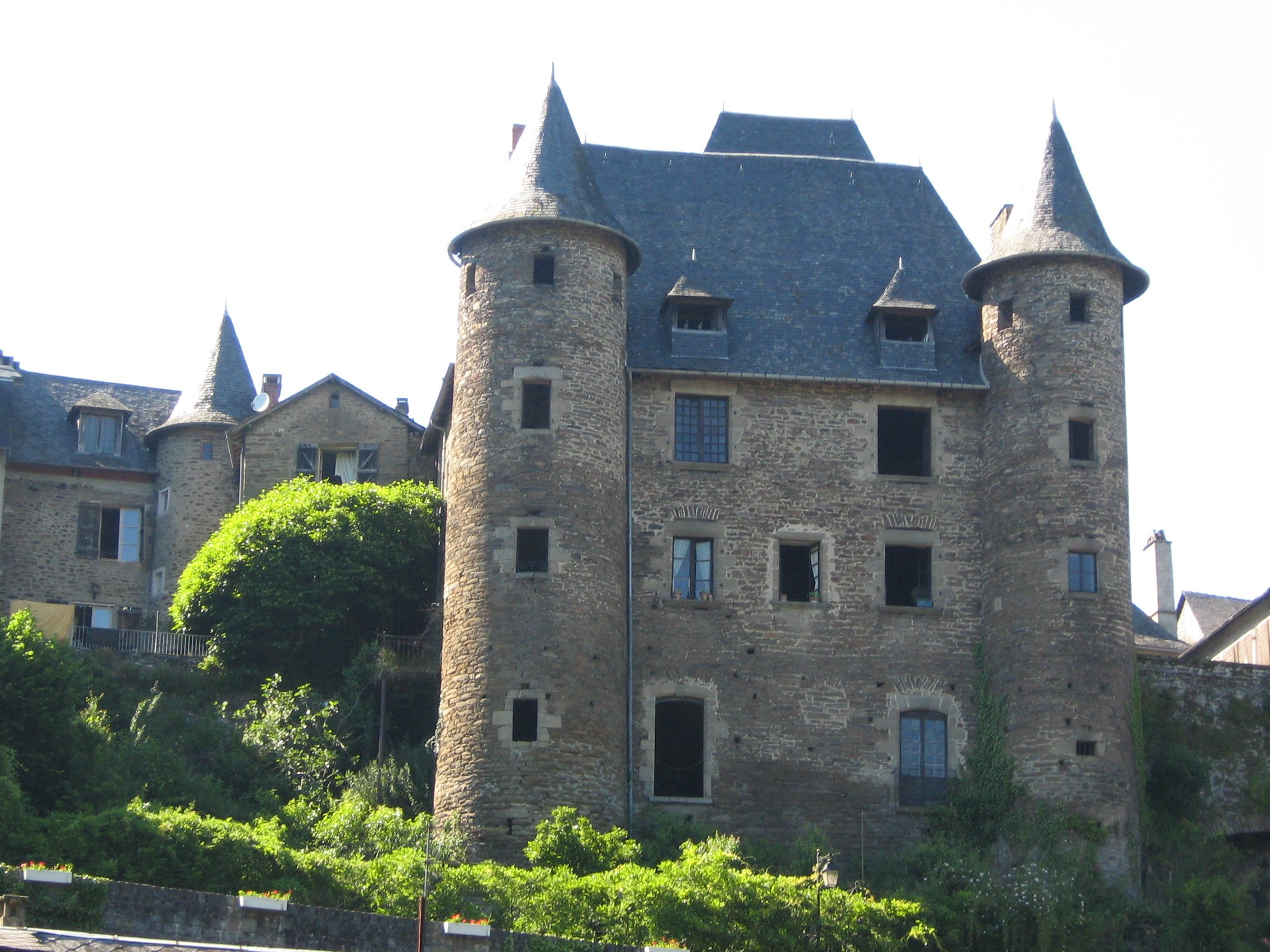
Château Pontier
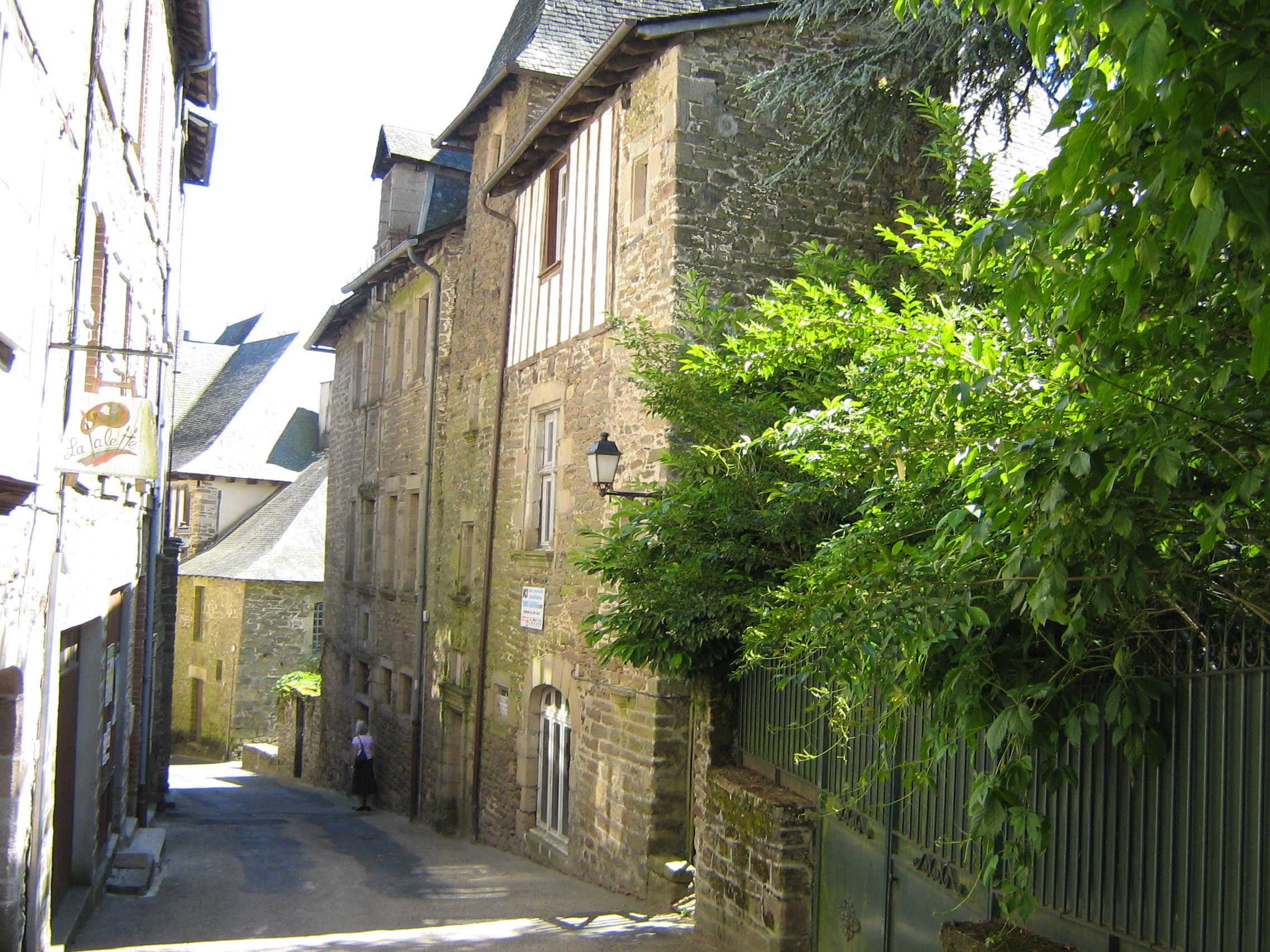
Rue Jean-Gentet